# هاريسون ريد (سياسي)
هاريسون ريد (بالإنجليزية: Harrison Reed)‏ هو صحفي ومُحرِّر وسياسي أمريكي، ولد في 26 أغسطس 1813 في ليتلتون في الولايات المتحدة، وتوفي في 25 مايو 1899 في جاكسونفيل في الولايات المتحدة. حزبياً، نشط في الحزب الجمهوري. وقد انتخب حاكم ولاية فلوريدا ‏ (4 يوليو 1868 – 7 يناير 1873) وانتخب عضو مجلس نواب فلوريدا.